# 1834 Palach
1834 Palach este un asteroid din centura principală, descoperit pe 22 august 1969, de Luboš Kohoutek.

## Caracteristici
Asteroidul prezintă o orbită caracterizată de o semiaxă majoră egală cu 3,0235203 u.a. și de o excentricitate de 0,0719708, înclinată cu 9,44001° în raport cu ecliptica.

## Denumirea asteroidului
Asteroidul a primit numele studentului ceh Jan Palach, care și-a dat foc, la 16 ianuarie 1969, în Piața Venceslas din Praga (în cehă Václavské náměstí), în semn de protest față de invadarea Cehoslovaciei, din 20 august 1968, de către trupele Tratatului de la Varșovia (cu excepția României), pentru înăbușirea Primăverii de la Praga.